# Fatar
La Fatar è un'azienda marchigiana produttrice di tastiere per strumenti musicali. La ditta è stata fondata da Lino Ragni nel 1956 a Recanati.
Negli anni ha prodotto tasti per strumenti a tastiera per gran parte dei marchi di prestigio del settore come Ensoniq, Kurzweil, Roland, Clavia, Korg, Alesis, Wersi, Casio. In passato le sue tastiere furono usate da Farfisa, CRB elettronica, Elka, Orla, Elgam, Eko, Webo, LOGAN Electronics, Gem, Viscount International, Crumar.